# エフタリア・クトルマニドゥ

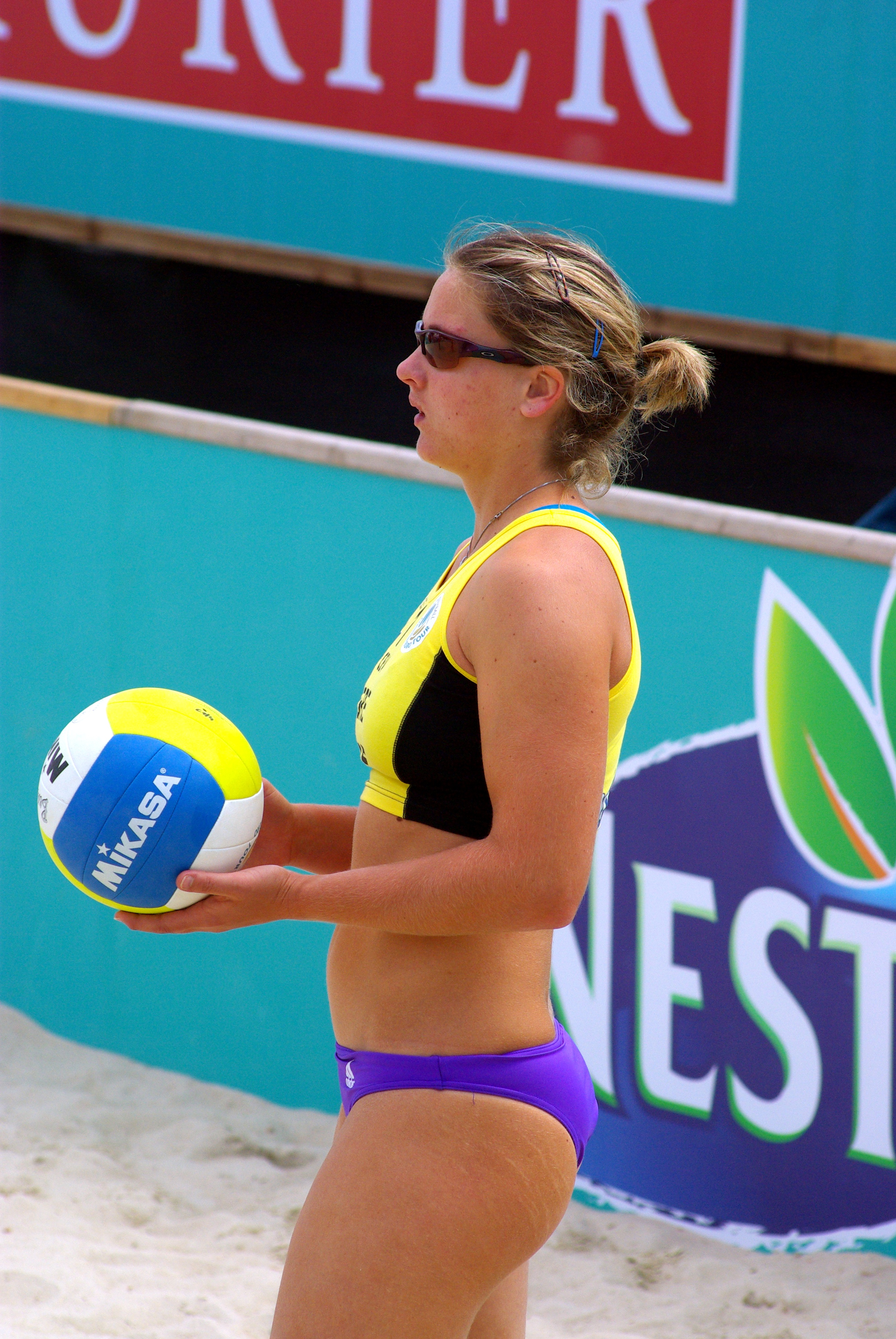
エフタリア・クトルマニドゥ

エフタリア・クトルマニドゥ(Efthalia Koutroumanidou、1982年10月7日 - )はギリシャのヴォロス出身のビーチバレー選手。現在はアテネに住んでいる。2008年の北京オリンピックにはマリア・チアルチオニとペアを組んで出場するものの、予選敗退に終わった。